# Município de Perry (condado de Putnam, Ohio)
O município de Perry (em inglês: Perry Township) é um município localizado no condado de Putnam no estado estadounidense de Ohio. No ano de 2010 tinha uma população de 1.166 habitantes e uma densidade populacional de 14,9 pessoas por km².

## Geografia
O município de Perry encontra-se localizado nas coordenadas 41° 03′ 09″ N, 84° 16′ 57″ O. Segundo o Departamento do Censo dos Estados Unidos, o município tem uma superfície total de 78.27 km², da qual 77,45 km² correspondem a terra firme e (1,05 %) 0,82 km² é água.

## Demografia
Segundo o censo de 2010, tinha 1.166 habitantes residindo no município de Perry. A densidade populacional era de 14,9 hab./km². Dos 1.166 habitantes, o município de Perry estava composto pelo 95,88 % brancos, o 0,17 % eram afroamericanos, o 0,34 % eram amerindios, o 2,49 % eram de outras raças e o 1,11 % eram de uma mistura de raças. Do total da população o 3,95 % eram hispanos ou latinos de qualquer raça.